# Некрасово (Талдомский городской округ)
Некрасово — деревня в Талдомском районе Московской области России. Входит в состав сельского поселения Квашёнковское. Население — 17 чел. (2010).

## География
Расположена на севере Московской области, в северной части Талдомского района, примерно в 14 км к северу от центра города Талдома, западнее впадающей в Хотчу реки Шухормы (бассейн Угличского водохранилища), у границы с Тверской областью. Связана автобусным сообщением с районным центром. Ближайшие населённые пункты — деревни Маклыгино и Волкуша.

## Население
| 1859 | 1888 | 1926 | 2002 | 2006 | 2010 |
| ---- | ---- | ---- | ---- | ---- | ---- |
| 96   | ↘76  | ↗100 | ↘3   | ↗12  | ↗17  |

## История
В «Списке населённых мест» 1862 года Некрасово — владельческая деревня 2-го стана Калязинского уезда Тверской губернии по Дмитровскому тракту, в 53 верстах от уездного города, при колодце, с 7 дворами, заводом и 96 жителями (56 мужчин, 40 женщин).
По данным 1888 года входила в состав Талдомской волости Калязинского уезда, проживало 13 семей общим числом 76 человек (34 мужчины, 42 женщины).
В 1915 году — 19 дворов.
Постановлением президиума ВЦИК от 15 августа 1921 года Талдомская волость была включена в состав образованного Ленинского уезда Московской губернии и стала называться Ленинской.
По материалам Всесоюзной переписи населения 1926 года — деревня Квашёнковского сельского совета Ленинской волости Ленинского уезда, проживало 100 жителей (42 мужчины, 58 женщин), насчитывалось 21 хозяйство, среди которых 20 крестьянских.
С 1929 года — населённый пункт в составе Ленинского района Кимрского округа Московской области.
Постановлением ЦИК и СНК от 23 июля 1930 года округа как административно-территориальные единицы были ликвидированы. Постановлением Президиума ВЦИК от 27 декабря 1930 года городу Ленинску было возвращено историческое наименование Талдом, а район был переименован в Талдомский.
1963—1965 гг. — Некрасово в составе Дмитровского укрупнённого сельского района.
В 1994 году Московской областной думой было утверждено положение о местном самоуправлении в Московской области, сельские советы как административно-территориальные единицы были преобразованы в сельские округа.
1994—2006 гг. — деревня Квашёнковского сельского округа Талдомского района.
2006—2009 гг. — деревня сельского поселения Ермолинское Талдомского района.
В 2009 году деревня Некрасово вошла в состав сельского поселения Квашёнковское Талдомского муниципального района Московской области, образованного путём выделения из состава сельского поселения Ермолинское.